# Jin (日本音樂家)
Jin（日语：じん，1990年10月20日—），也被稱為自然之敵P（日语：自然の敵P），是日本音乐家、小說家，主要使用初音未來和IA等VOCALOID軟體來創作歌曲。2011年發佈陽炎計劃第一首歌曲，2012年開始發表小說。

## 簡歷
1990年10月20日於北海道利尻島出生。從小學二年級開始接觸鋼琴，上高中後第一次組了樂團。之後進入了音樂專門學校的錄音專業，認識了時裝系的朋友。在Niconico動畫盛行的2007-2010年反而不知道其存在。在拜訪專校同學的哥哥（kamoshika，Vocaloid創作者）後產生強烈興趣而開始創作。第三作「陽炎DAZE」引起熱潮，相關動畫總播放數達到1000萬次。
2013年2月被動捲入，在Niconico動畫上掀起風波。

## 作品

### 阳炎Project
由音乐、小说、漫画、动画等多种形式构成的多媒体作品。Jin作为项目的主导者，提供了故事框架、所有音乐的词曲、大部分编曲，以及小说的创作和动画的脚本。

### 《ODDS&ENDS／Sky of Beginning》
「ODDS&ENDS／Sky of Beginning」（オッズアンドエンズ／スカイオブビギニング）是supercell的ryo和じん的合作作品。2012年8月29日SoulTag開始販售。
CD
1. ODDS&ENDS [5:36]
歌：ryo (supercell) feat.初音ミク
作詞・作曲・編曲：ryo
PS Vita遊戲《初音未来 -歌姬计划- f》OP
2. Sky of Beginning [4:42]
歌：じん feat.初音ミク
作詞・作曲・編曲：じん
3. ODDS&ENDS（Instrumental）
4. Sky of Beginning（Instrumental）

Blu-ray・DVD（初回限定盤）
1. ODDS&ENDS（Music Video）
2. Sky of Beginning（Music Video-Edit Version）

## 註解
1. ↑  可以解作「陽炎」或「蜉蝣」，可以解作「daze」或「days」，兩者皆為雙關語。

## 外部連結
- Jin的X（前Twitter）